# Syncretism
Syncretism è il tredicesimo album del gruppo musicale Sinister, pubblicato nel 2017.

## Tracce
1. Neurophobic – 5:44
2. Convulsions of Christ – 5:37
3. Blood-Soaked Domain – 6:29
4. Dominance by Acquisition – 5:17
5. Syncretism – 5:24
6. Black Slithering Mass – 3:42
7. Rite of the Blood Eagle – 5:57
8. The Canonical Rights – 3:57
9. Confession Before Slaughter – 6:07

## Formazione
- Toep Duin - batteria
- Aad Kloosterwaard - voce
- Bastiaan Brussaard - chitarra
- Ricardo Falcon - basso, chitarra
- Dennis Hartog - chitarra